# 벨군 (텍사스주)

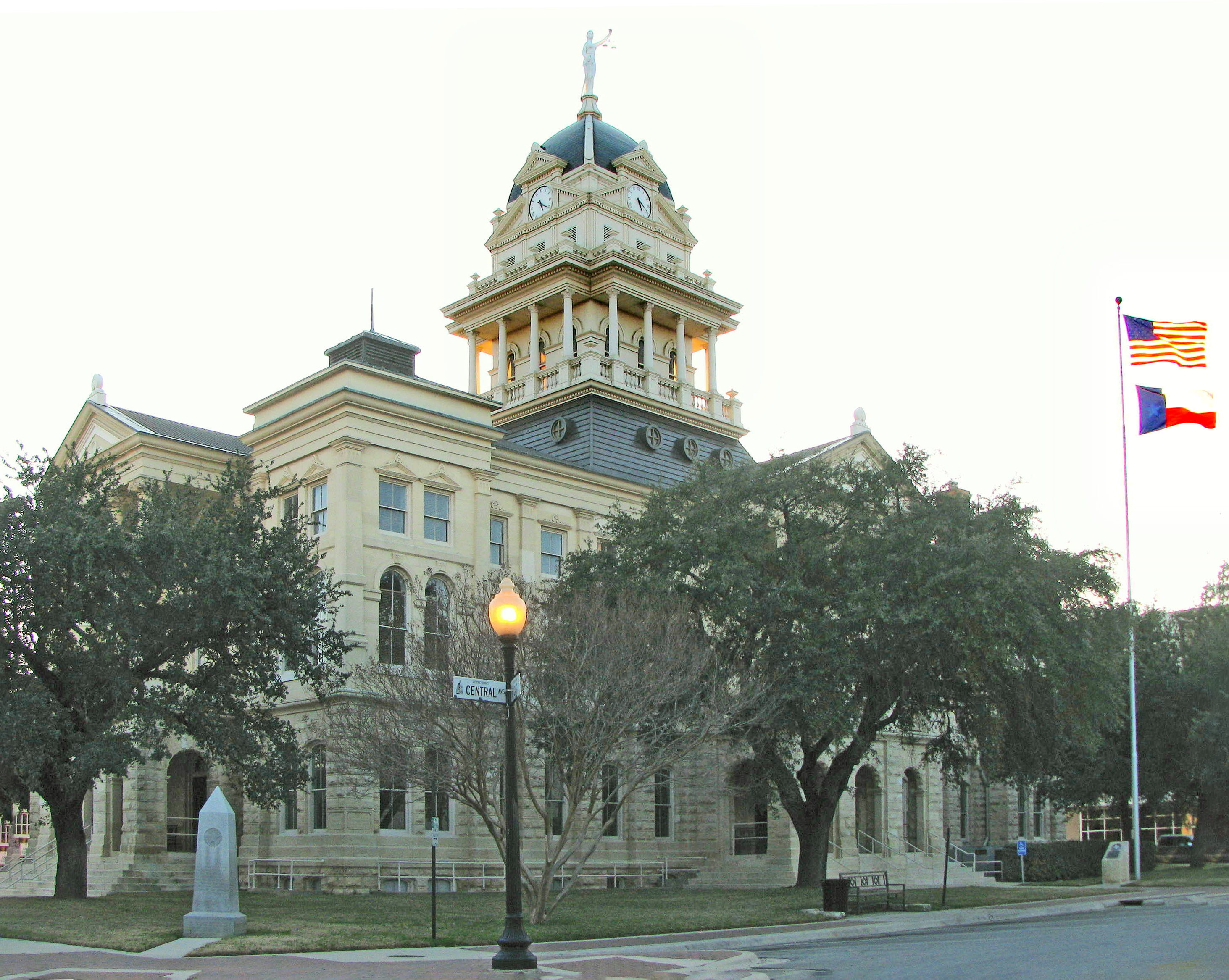

벨군 또는 벨 카운티(Bell County)는 미국 텍사스주에 위치한 군이다. 2010년 기준으로 이 지역의 인구 수는 총 310,235명이다. 2019년 추산으로 이 지역의 총 인구 수는 362,924명이다. 카운티청 소재지는 벨턴, 최대 도시는 킬린이다.

## 인구
| 인구조사                                  | 인구    | Note  | %±     |
| ----------------------------------------- | ------- | ----- | ------ |
| 1860년                                    | 4,799   |       | —      |
| 1870년                                    | 9,771   |       | 103.6% |
| 1880년                                    | 20,518  |       | 110.0% |
| 1890년                                    | 33,377  |       | 62.7%  |
| 1900년                                    | 45,535  |       | 36.4%  |
| 1910년                                    | 49,186  |       | 8.0%   |
| 1920년                                    | 46,412  |       | −5.6%  |
| 1930년                                    | 50,030  |       | 7.8%   |
| 1940년                                    | 44,863  |       | −10.3% |
| 1950년                                    | 73,824  |       | 64.6%  |
| 1960년                                    | 94,097  |       | 27.5%  |
| 1970년                                    | 124,483 |       | 32.3%  |
| 1980년                                    | 157,889 |       | 26.8%  |
| 1990년                                    | 191,088 |       | 21.0%  |
| 2000년                                    | 237,974 |       | 24.5%  |
| 2010년                                    | 310,235 |       | 30.4%  |
| 2019 (추산)                               | 362,924 | [ 1 ] | 17.0%  |
| U.S. Decennial Census 1850–2010 2010–2019 |         |       |        |